# EQA-Meitan Hompo-Graphite Design
EQA-Meitan Hompo-Graphite Design was een Japanse wielerploeg. De ploeg werd in 2006 onder de naam Cycle Racing Vang opgericht, later werd de naam om sponsorredenen veranderd in Nippo Corporation-Meitan Hompo-Asada en Meitan Hompo-GDR. De ploeg kwam uit in de continentale circuits van de UCI. De manager was Akira Asada, die bijgestaan werd door de ploegleiders Takehiro Mizutani en Denis Gonzales.
In 2010 zag het team af van een continentale licentie en richtte zich op amateurs die de stap naar het continentale niveau wilden maken.